# Ворзовас
Во́рзовас (латыш. Vorzovas ezers, Varzovas ezers; латг. Vuorzovys azars) или Клу́мстовас (латыш. Klumstovas ezers) — небольшое проточное озеро, расположенное в восточной Латвии на территории Рунденской волости Лудзенского края.
Относится к бассейну Великой, располагаясь на водораздельной территории бассейнов Лжи и Сарьянки. Соединяется протоками с двумя соседними озёрами: с располагающимся в 600 метрах севернее Бродайжас и безымянным озером в 150 метрах юго-западнее. Менее чем в километре юго-восточнее находится еще одно озеро — Ауделю.
У озера располагается деревня Клумстова, рядом проходит местная автодорога V522 (Вецслабада — Рундены — Зейлева).